# 梶谷哲男
梶谷 哲男（かじたに てつお、1927年9月1日 -　）は、日本の精神病理学者。
島根県出雲市出身。本名・敬二。1950年徳島医科大学卒。57年「ヘモグロビン及びその誘導体の抗原性」で鳥取大学医学博士。鳥取大学医学部講師、1958年中央鉄道病院勤務、精神神経科医長、1981年晴和病院医長、1983年東京新生病院副院長。パトグラフィーで知られた。

## 著書
- 『三島由紀夫 芸術と病理』金剛出版　パトグラフィ双書 1971
- 『ケースにみる職場の精神衛生 早期発見からアフター・ケアまで』総合労働研究所　1977

### 共著
- 『現代文学者の病蹟 創造と狂気の謎』春原千秋共著　新宿書房　1971
- 『職場の精神衛生』春原千秋共編、医学書院　1971
- 『明治・大正の作家 芸術と病理』春原千秋共著　金剛出版　パトグラフィ双書 別巻　1974
- 『昭和の作家 芸術と病理』春原千秋共著　金剛出版　パトグラフィ双書　1975
- 『精神医学からみた作家と作品』春原千秋共著　牧野出版　1978
- 『精神医学からみた現代作家』春原千秋共著　毎日新聞社　1979
- 『精神科医からみた西欧作家』春原千秋共著　毎日新聞社　1979

## 論文
- Cinii